# Вступление Молдовы в Европейский союз
Вступление Республики Молдова в Европейский союз — процесс вступления Молдовы в Европейский союз (ЕС).
Республика Молдова подала заявку на членство в ЕС 3 марта 2022 года, в один день с Грузией и спустя три дня после Украины. Эту кандидатуру объявила президент страны Майя Санду.
17 июня 2022 года Европейская комиссия официально рекомендовала Европейскому совету предоставить Республике Молдова европейскую перспективу и статус кандидата на вступление в Европейский союз, с рядом условий относительно начала переговоров о вступлении.
23 июня Европейский парламент подавляющим большинством голосов принял резолюцию в поддержку статуса кандидата в ЕС для Молдавии (одновременно решение было принято и по Украине). 14 декабря 2023 года Совет Европейского союза решил начать переговоры о вступлении Молдовы в Европейский союз.
В апреле 2024-го года Конституционный суд Республики Молдова одобрил проведение референдума о вступлении республики в ЕС.
Референдум состоялся 20 октября 2024 года и окончился одобрением референдума.

## История

### Контекст
В контексте вторжения России на Украину государства Ассоциированного трио обсудили свои мнения о вступлении в Европейский союз. После обращения Президента Украины Владимира Зеленского о вступлении в Европейский союз 28 февраля 2022 года, Грузия и Молдова официально подали свои кандидатуры 3 марта 2022 года.

## Переговоры
14 декабря 2023 года Европейский совет принял решение об открытии переговоров о вступлении в ЕС с Молдовой. Переговоры о вступлении официально открылись 25 июня 2024 года, одновременно с переговорами с Украиной.
| 42,4 % завершено |  |
| \| \| \|         |  |
|                  |  |

|  |  |

| 21,2 % завершено |  |
| \| \| \|         |  |
|                  |  |

|  |  |

| 0 % завершено |  |
| \| \| \|      |  |
|               |  |

|  |  |

| 0 % завершено |  |
| \| \| \|      |  |
|               |  |

|  |  |

### Результаты референдума
20 октября 2024 года прошёл референдум о вступлении в ЕС. На референдуме в Молдове с небольшим перевесом было поддержано внесение поправок в конституцию о стремлении вступить в Европейский союз.